# Železnice Slovenskej republiky
A Železnice Slovenskej republiky a.s. (rövidítve ŽSR) Szlovákia állami vasúttársasága volt 1993-tól 2002-ig.
Csehszlovákia kettészakadása és a Csehszlovák Államvasutak megszűnése után jött létre.
2002-ben holding formájúra tagolták az egységes állami vállalatot, létrejött a Železničná spoločnosť a.s., amely a személy- és árufuvarozást vette át. A ŽSR azóta csak a vasúti infrastruktúráért felel. 2005-ben a ŽSSK-t is felosztották, megalakult a személyszállítással foglalkozó Železničná spoločnosť Slovensko a.s., a teherszállítás pedig a Železničná Spoločnosť Cargo Slovakia a.s.-hez került.

## Fejlesztések
Szlovákia az Orosz Vasutakkal, Ausztriával és Ukrajnával együttműködve 2007-ben kezdte meg az előkészítését a Kassát Pozsonnyal és Béccsel összekötő széles nyomtávú (1520 mm) vasútvonal, és egy Bécs és Pozsony között megépítendő logisztika központ építését. Ez a széles nyomtávú vasútvonal az Európai Unió 5 számú páneurópai közlekedési korridorjának a részeként a Transzszibériai vasútvonallal együtt versenyképes szállítási alternatívát biztosít Európa és a távolkeleti országok (Kína, Japán, Korea) között.
A Kassa–Pozsony–Bécs széles nyomtávú vasútvonal lehetővé teszi az átrakodás nélküli áruszállítást, csökkentve ezzel a szállítás idejét és költségeit. A Szuezi-csatornán keresztüli tengeri szállítás 28-30 napos ideje 14-15 napra rövidül.
Jelenlegi számítások szerint egy konténer szállítási költsége nagyságrendileg 1000 $ és 2025-re a Pozsony és Bécs között épülő logisztikai központból évi 23-24 millió tonna árú szállítását tervezik. A tervek szerint mind konténerek szállítását, mind ömlesztett anyagok szállítását is biztosítani fogja az új vasútvonal.
A Kassa(Haniska)-Pozsony-Bécs közötti széles nyomtávú vasútvonal hossza szlovák területen 500 km míg osztrák területen további 60 km lesz. Tervezett költsége 4,7 milliárd euró.
A közös beruházás megvalósítására alapított közös vállalkozás szándéknyilatkozatát 2009. május 28-án írta alá Oroszország, Ukrajna, Szlovákia és Ausztria képviselője Szocsiban.